# Martin Svědík
Martin Svědík (* 27. června 1974 Pardubice) je český fotbalový trenér a bývalý profesionální fotbalista, který hrával na pozici útočníka. Od dubna 2025 je trenérem klubu FC Zbrojovka Brno.

## Fotbalová kariéra
Hrál za FC Baník Ostrava, SK Sigma Olomouc, FC Příbram a AFK Atlantik Lázně Bohdaneč. V české nejvyšší soutěži nastoupil ve 31 utkáních a dal 4 góly. Kdysi velká naděje, hráč reprezentační jedenadvacítky, za kterou odehrál 3 zápasy a vstřelil jeden gól. Jeho kariéru zabrzdila vážná zranění kolen.

### Reprezentační zápasy a góly
Zápasy Martina Svědíka v české reprezentaci do 21 let
| Rok    | Zápasy | Góly |
| ------ | ------ | ---- |
| 1993   | 2      | 1    |
| 1994   | 1      | 0    |
| Celkem | 3      | 1    |

Góly Martina Svědíka v české reprezentaci do 21 let
| Gól | Datum      | Stadion         | Soupeř   | Skóre (min.) | Výsledek | Soutěž |
| --- | ---------- | --------------- | -------- | ------------ | -------- | ------ |
| 010 | 7. 6. 1993 | Toulon, Francie | Brazílie | 03:20 (81.)  | 3:2      | turnaj |

## Trenérská kariéra
Od roku 2008 byl hlavním trenérem FK Pardubice, které dovedl do 2. ligy, kde klub obsadil 7. místo.
Po sezóně 2012/13 se stal trenérem FC Baník Ostrava. V sezoně 2014/15 byl oficiálně veden kvůli chybějící trenérské licenci jako asistent Tomáše Bernadyho, fakticky však byl hlavním trenérem. V podzimní části do zimní přestávky vytáhl Baník až na 5. místo, ale ani to se vedení Baníku nezdálo dost a Svědíka v prosinci 2014 odvolalo. Argumentovalo špatným herním projevem.
V prosinci 2014 se stal asistentem Dušana Uhrina mladšího v týmu FK Dinamo Minsk. Dlouho ale nevydrželi a na jaře 2015 byli oba odvoláni.
Od srpna 2015 se stal trenérem české reprezentace do 20 let a asistentem U21.
V prosinci 2016 klub FK Mladá Boleslav potvrdil, že od 1. ledna 2017 se stane novým hlavním koučem A-mužstva po odvolaném Leoši Kalvodovi Martin Svědík. V červnu 2017 se stal novým trenérem Dušan Uhrin, ale Martin Svědík v realizačním týmu zůstal. Později však v klubu skončil.
V lednu 2018 se stal novým hlavním trenérem A-mužstva FC Vysočina Jihlava a nahradil tak odvolaného Ivana Kopeckého.
Dne 11. listopadu 2018 se stal trenérem prvoligového klubu 1. FC Slovácko. Uherskohradišťský klub za něj Jihlavě zaplatil dva miliony korun. V sezóně 2020/21 skončilo Slovácko na 4. příčce a postoupilo do předkola Konferenční ligy.
V evropských pohárech Slovácko debutovalo 22. července 2021 proti Lokomotivu Plovdiv.
V sezóně 2021/22 zvítězilo Svědíkovo Slovácko v českém poháru, ve finále porazilo Spartu Praha 3:1.
Díky zisku poháru se Slovácko kvalifikovalo do předkola Evropské ligy, kde však padlo s tureckým Fenerbahçe (po výsledcích 0:3 a 1:1). Ve čtvrtém předkole Konferenční ligy ale Slovácko dokázalo dvakrát porazit švédský AIK a poprvé ve své historii se kvalifikovalo do základní skupiny evropského poháru.

## Ligová bilance
| Ročník                                   | Zápasy | Góly | Klub                        |
| ---------------------------------------- | ------ | ---- | --------------------------- |
| 1. československá fotbalová liga 1992/93 | 9      | 2    | FC Baník Ostrava            |
| 1. česká fotbalová liga 1993/94          | 14     | 3    | FC Baník Ostrava            |
| 1. česká fotbalová liga 1994/95          | 4      | 0    | FC Baník Ostrava            |
| 1. česká fotbalová liga 1994/95          | 11     | 1    | SK Sigma Olomouc            |
| 1. česká fotbalová liga 1997/98          | 2      | 0    | AFK Atlantik Lázně Bohdaneč |
| CELKEM                                   | 40     | 6    |                             |